# Adolf Olland
Adolf Georg Olland (né le 13 avril 1867 à Utrecht et mort le 22 juillet 1933) était un très fort joueur d'échecs néerlandais, dominant les échecs néerlandais avant Max Euwe. Il exerçait la profession de médecin.

## Palmarès
Adolf Olland remporte le premier championnat d'échecs des Pays-Bas, qui se déroule à Leyde en 1909.